# Excentricitet (opførsel)
 For alternative betydninger, se Excentricitet. (Se også artikler, som begynder med Excentricitet)
Excentricitet (uden for centrum) er en betegnelse for opførsel, påklædning, væremåde mv., som er sær, påfaldende, afvigende eller blot usædvanlig. En person, der viser excentricitet, kaldes excentrisk eller excentriker. Det modsatte af excentricitet er normalitet. Excentrikere er ofte kunstnere eller videnskabsmænd. Udtrykket bruges både nedsættende og anerkendende, alt efter sammenhængen. Excentricitet kan også være en form for selviscenesættelse for at skabe opmærksomhed.
Excentrisk bruges ofte om personer, der har råd til deres udskejelser.
Vidt forskellige personer som Salvador Dali, Richard Branson, Dan Turèll og Richard Feynman kan betegnes som excentriske. Salvador Dalis ture i New Yorks gader med en klokke om halsen, og Dan Turèlls sorte neglelak er udtryk for excentricitet.